# Настанска могила
Настанска могила е природна забележителност в Западни Родопи. Намира се в землището на Девин, квартал Настан, по поречието на Широколъшка река.
Природната забележителност е обявена на 2 юли 1968 г. с цел опазване на скалното образувание „Слонът“. Площта на охраняваната площ е 3 хектара.

## Галерия
- Снимки от природната забележителност